# Colico–Chiavenna-vasútvonal
A Colico–Chiavenna-vasútvonal egy 26 km hosszú, normál nyomtávolságú vasútvonal Olaszországban, Colico és Chiavenna között. A vonal 3000 V egyenárammal villamosított, fenntartója az RFI.